# Conilhac-Corbières
Conilhac-Corbières település Franciaországban, Aude megyében. Lakosainak száma 947 fő (2022. január 1.). Conilhac-Corbières Escales, Ferrals-les-Corbières, Fontcouverte, Lézignan-Corbières és Montbrun-des-Corbières községekkel határos.

## Népesség
A település népessége az elmúlt években az alábbi módon változott:
| Lakosok száma | 547  | 528  | 582  | 754  | 932  | 920  | 917  | 905  | 899  | 947  |
|               | 1968 | 1982 | 1990 | 2006 | 2013 | 2015 | 2017 | 2019 | 2020 | 2022 |